# Coleman Hawkins
Coleman Randolph Hawkins (21 de novembro de 1904 - 19 de maio de 1969) foi um músico norte-americano que transformou o saxofone em instrumento solo.
Aprendeu piano aos cinco anos, ensinado pela mãe. Estudou violoncelo e, aos nove anos, ganhou o primeiro sax-tenor. Antes dos vinte anos tocava na orquestra de Fletcher Henderson e com a cantora Mamie Smith.
Coleman inventou técnicas de utilização do sax no jazz e se tornou uma estrela, com shows pelo Estados Unidos e Europa.
Em 1939, gravou Body and Soul, considerada por muitos sua obra-prima, com arranjo diferente do original composto por Heyman, Sour, Eyton e Green. O disco que continha esta versão tornou-se um dos mais vendidos da história do jazz.
Coleman, também conhecido como Hawk, esteve no Brasil em 1961 e gravou um disco de samba jazz, Desafinado.
Sepultado no Cemitério de Woodlawn.

## Discografia
- Body & Soul (1939)
- Picasso (1948)
- The Hawk Flies High (1957)
- Coleman Hawkins Encounters Ben Webster (1957)
- Thelonious Monk with John Coltrane (1957)
- The Genius of Coleman Hawkins (1957)
- Hawk Eyes! (1959)
- In a Mellow Tone (1960)
- We Insist! - Max Roach's Freedom Now Suite (1960)
- At Ease with Coleman Hawkins (1960)
- Night Hawk (1961) com Eddie "Lockjaw" Davis
- The Hawk Relaxes (1961)
- Alive! (1962)
- Duke Ellington Meets Coleman Hawkins (1962)
- Desafinado (1962)
- Sonny Meets Hawk!  (1963) com Sonny Rollins
- Wrapped Tight  (1965)
- Sirius (1966)
- Today and Now (1966)